# 冷戰時期事件發生時間表
本表所记载冷战自1947年3月12日起，至1991年12月26日终，共44年零9个月零2周。
| 事件                              | 开始时间       | 结束时间       | 地点                             | 区域          |
| --------------------------------- | -------------- | -------------- | -------------------------------- | ------------- |
| 十二月事件                        | 1944年12月3日  | 1945年1月11日  | 希臘王國                         | 南欧          |
| 波兰反共运动                      | 1944           | 1947 (1963)    | 波蘭人民共和國                   | 中欧          |
| 森林兄弟                          | 1944           | 1953           | 爱沙尼亚、 拉脫維亞與 立陶宛     | 波羅的地區    |
| 朝鮮半島衝突                      | 1945年8月15日  | 至今           | ·                                | 东亚          |
| 越南戰爭 (1945年至1946年)         | 1945年9月13日  | 1946年3月30日  | 法屬印度支那                     | 东南亚        |
| 伊朗危机                          | 1945年11月15日 | 1946年12月15日 | 伊朗                             | 南亚          |
| 铁幕演说                          | 1946年3月5日   | 1946年3月5日   | 美国                             | 北美          |
| 希腊内战                          | 1946年3月30日  | 1949年10月16日 | 希臘王國                         | 南欧          |
| 克基拉海峡事件                    | 1946年5月15日  | 1946年11月13日 | 克基拉海峽                       | 南欧          |
| 国共内战                          | 1946年3月31日  | 1950年5月1日   | 中华人民共和国與 中華民國        | 东亚          |
| 虎克軍反叛                        | 1946年7月4日   | 1954年5月17日  | 菲律賓                           | 东南亚        |
| 第一次印度支那戰爭                | 1946年12月19日 | 1954年8月1日   | 法屬印度支那                     | 东南亚        |
| 捷克斯洛伐克1948年二月事件        | 1948年2月20日  | 1948年2月25日  | 捷克斯洛伐克                     | 中欧          |
| 阿以冲突 （1948–1991)             | 1948年5月15日  | 至今           | 以色列 · 巴勒斯坦                | 西亚          |
| 馬來亞緊急狀態                    | 1948年6月16日  | 1960年7月12日  | 马来亚联合邦                     | 东南亚        |
| 柏林封鎖                          | 1948年6月24日  | 1949年5月12日  | 同盟國軍事佔領德國               | 西欧          |
| 朝鲜战争                          | 1950年6月25日  | 1953年7月27日  | ·                                | 东亚          |
| 埃及七月革命                      | 1952年7月22日  | 1952年7月26日  | 埃及王國                         | 北非          |
| 东德六一七事件                    | 1953年6月16日  | 1953年6月17日  | 东德                             | 东欧          |
| 古巴革命                          | 1953年7月26日  | 1959年1月1日   | 古巴人民共和国                   | 加勒比地区    |
| 1953年伊朗政變                    | 1953年8月15日  | 1953年8月20日  | 伊朗                             | 南亚          |
| 寮國內戰                          | 1953年11月9日  | 1975年12月2日  |                                  | 东南亚        |
| 1954年危地马拉政变                | 1954年6月18日  | 1954年6月27日  |                                  | 中美洲        |
| 九三砲戰                          | 1954年9月3日   | 1955年5月1日   | 中华人民共和国與 中華民國        | 东亚          |
| 越南战争                          | 1955年11月1日  | 1975年4月30日  | 越南民主共和国 · 越南共和国      | 东南亚        |
| 波茲南事件                        | 1956年6月28日  | 1956年6月30日  | 波兰人民共和国                   | 中欧          |
| 匈牙利1956年革命                  | 1956年10月23日 | 1956年11月10日 | 匈牙利人民共和国                 | 中欧          |
| 第二次中东战争                    | 1956年10月29日 | 1956年11月7日  | 埃及                             | 北非          |
| 1958年伊拉克革命                  | 1958年7月14日  | 1958年7月14日  | 阿拉伯联邦                       | 西亚          |
| 金门炮战                          | 1958年8月23日  | 1958年10月6日  | 中华人民共和国與 中華民國        | 东亚          |
| 1959年藏区骚乱                    | 1959年3月10日  | 1959年3月21日  | 中華人民共和國西藏地方           | 中亚          |
| 1960年U-2擊墜事件                 | 1960年5月1日   | 1960年5月1日   | 苏联                             | 东欧          |
| 刚果危机                          | 1960年6月30日  | 1965年11月25日 | 刚果                             | 中部非洲      |
| 危地马拉内战                      | 1960年11月13日 | 1996年12月19日 | 危地马拉                         | 中美洲        |
| 葡萄牙殖民地戰爭                  | 1961年2月4日   | 1974年4月25日  | 葡屬西非 · 葡屬東非 · 葡屬幾內亞 | 西部/南部非洲 |
| 安哥拉独立战争                    | 1961年2月4日   | 1975年1月15日  | 葡屬西非                         | 南部非洲      |
| 猪湾事件                          | 1961年4月17日  | 1961年4月19日  | 古巴                             | 加勒比地区    |
| 柏林危机                          | 1961年6月4日   | 1961年11月9日  | 東德                             | 西欧          |
| 尼加拉瓜革命                      | 1961年7月23日  | 1990年4月25日  | 尼加拉瓜                         | 中美洲        |
| 厄立特里亚独立战争                | 1961年9月1日   | 1991年5月29日  | 衣索比亞                         | 东非          |
| 古巴导弹危机                      | 1962年10月14日 | 1962年10月28日 | 古巴                             | 加勒比地区    |
| 中印边境战争                      | 1962年10月20日 | 1962年11月21日 | 中印边界问题                     | 南亚          |
| 几内亚独立战争                    | 1963年1月23日  | 1974年9月11日  | 葡屬幾內亞                       | 西非          |
| 1964年巴西政变                    | 1964年3月31日  | 1964年4月1日   | 巴西                             | 南美洲        |
| 羅德西亞叢林戰爭                  | 1964年3月31日  | 1979年12月12日 | 羅德西亞                         | 南部非洲      |
| 莫桑比克独立战争                  | 1964年9月25日  | 1974年9月8日   | 葡屬東非                         | 东非          |
| 哥倫比亞內戰                      | 1964年5月27日  | 至今           | 哥伦比亚                         | 南美洲        |
| 泰国共产主义运动                  | 1965年1月1日   | 1983年4月26日  | 泰国                             | 东南亚        |
| 多米尼加内战                      | 1965年4月24日  | 1965年9月3日   | 多明尼加                         | 加勒比地区    |
| 美国占领多米尼加                  | 1965年4月28日  | 1966年7月1日   | 多明尼加                         | 加勒比地区    |
| 第二次印巴战争                    | 1965年8月15日  | 1965年9月23日  | 印度                             | 印度次大陸    |
| 九三〇事件                        | 1965年9月30日  | 1965年10月1日  | 印度尼西亚                       | 东南亚        |
| 印度尼西亚大屠杀 (1965年－1966年) | 1965年10月1日  | 1966年3月      | 印度尼西亚                       | 东南亚        |
| 南非边境战争                      | 1966年8月26日  | 1990年3月21日  | 西南非洲 · 安哥拉人民共和国      | 南部非洲      |
| 尼阿卡瓦苏游击队                  | 1966年11月3日  | 1967年10月9日  | 玻利维亚                         | 南美洲        |
| 希臘軍政府時期                    | 1967年4月21日  | 1974年7月23日  | 希腊                             | 南欧          |
| 第三次中东战争                    | 1967年6月5日   | 1967年6月10日  | 埃及 · 叙利亚 · 约旦 · 以色列    | 西亚          |
| 埃以消耗战争                      | 1967年7月1日   | 1970年8月7日   | 西奈半島                         | 西亚          |
| 马来亚共产党叛乱 (1968年－1989年) | 1968年6月17日  | 1989年12月2日  | 马来西亚                         | 东南亚        |
| 華約入侵捷克斯洛伐克              | 1968年8月20日  | 1989年8月21日  | 捷克斯洛伐克                     | 东欧          |
| 中苏边界冲突                      | 1969年3月2日   | 1969年9月11日  | 中华人民共和国與 苏联            | 东亚          |
| 利比亚绿色革命                    | 1969年9月1日   | 1969年9月1日   | 利比亚                           | 北非          |
| 1969年索马里政变                  | 1969年10月21日 | 1969年10月21日 | 索马里                           | 东非          |
| 1970年约旦内战                    | 1970年9月1日   | 1971年7月      | 约旦                             | 西亚          |
| 柬埔寨內戰                        | 1970年10月9日  | 1975年4月17日  | 柬埔寨                           | 东南亚        |
| 一季风暴                          | 1970年1月      | 1970年3月      | 菲律賓                           | 东南亚        |
| 孟加拉国解放战争                  | 1971年3月26日  | 1971年12月16日 | 孟加拉国                         | 南亚          |
| 1971年印巴战争                    | 1971年12月3日  | 1971年12月16日 | 孟加拉国 · 巴基斯坦              | 南亚          |
| 1973年智利政變                    | 1973年9月11日  | 1973年9月11日  | 智利                             | 南美洲        |
| 智利武装抵抗运动(1973–90)         | 1973年9月11日  | 1990年         | 智利                             | 南美洲        |
| 埃塞俄比亚内战                    | 1974年11月28日 | 1991年5月21日  | 埃塞俄比亚                       | 东非          |
| 独立行动                          | 1975年2月5日   | 1977年9月28日  | 阿根廷                           | 南美洲        |
| 柬越戰爭                          | 1975年5月1日   | 1989年9月26日  | 柬埔寨 · 越南 · 泰国             | 东南亚        |
| 黎巴嫩內戰                        | 1975年4月13日  | 1990年10月13日 | 黎巴嫩                           | 近東          |
| 安哥拉内战                        | 1975年11月11日 | 2002年4月4日   | 安哥拉                           | 南部非洲      |
| 印度尼西亞入侵東帝汶              | 1975年12月7日  | 1976年7月17日  | 东帝汶                           | 东南亚        |
| 恩德培行动                        | 1976年7月4日   | 1976年7月4日   | 乌干达                           | 西非          |
| 1976年阿根廷政变                  | 1976年3月24日  | 1976年3月24日  | 阿根廷                           | 南美洲        |
| 第一次沙巴冲突                    | 1977年3月8日   | 1977年5月26日  | 薩伊 (今刚果民主共和国)          | 中部非洲      |
| 莫三比克內戰                      | 1977年5月30日  | 1992年10月15日 | 莫桑比克人民共和國               | 南部非洲      |
| 公平行动                          | 1977年7月5日   | 1977年7月5日   | 巴基斯坦                         | 南亚          |
| 歐加登戰爭                        | 1977年7月13日  | 1978年3月15日  | 埃塞俄比亚                       | 东非          |
| 第二次沙巴冲突                    | 1978年5月11日  | 1978年6月      | 薩伊 (今刚果民主共和国)          | 中部非洲      |
| 大韓航空902號班機空難             | 1978年4月20日  | 1978年4月20日  | 苏联                             | 东欧          |
| 伊朗伊斯蘭革命                    | 1979年1月16日  | 1979年2月      | 伊朗                             | 南亚          |
| 1979年中越战争                    | 1979年2月17日  | 1979年3月16日  | 中國與 越南                      | 东南亚        |
| 萨尔瓦多内战                      | 1979年5月9日   | 1992年1月16日  | 萨尔瓦多                         | 中美洲        |
| 苏联－阿富汗战争                  | 1979年12月24日 | 1989年2月15日  | 阿富汗民主共和国                 | 中亚          |
| 秘鲁内部冲突                      | 1980年5月17日  | 至今           | 秘鲁                             | 南美洲        |
| 两伊战争                          | 1980年9月22日  | 1988年8月20日  | 伊朗 · 伊拉克复兴党政权          | 波斯湾        |
| 1982年埃塞俄比亚-索马里边境冲突   | 1982年6月23日  | 1982年8月3日   | 索马里                           | 东非          |
| 大韓航空007號班機空難             | 1983年9月1日   | 1983年9月1日   | 苏联                             | 东亚          |
| 入侵格林納達                      | 1983年10月25日 | 1983年12月15日 | 格林纳达                         | 加勒比地区    |
| 人民力量革命 (1986年)             | 1986年2月22日  | 1986年2月25日  | 菲律賓                           | 亚洲          |
| 1986年美国空袭利比亚              | 1986年4月15日  | 1986年4月15日  | 利比亚                           | 北非          |
| 8888民主運動                      | 1988年3月12日  | 1988年9月21日  | 缅甸                             | 亚洲          |
| 美国入侵巴拿马                    | 1989年12月20日 | 1990年1月31日  | 巴拿马                           | 中美洲        |
| 东欧剧变                          | 1989年3月9日   | 1992年4月27日  | 東方集團和华沙条约组织的眾多國家 | 中欧/东欧     |
| 六四事件                          | 1989年4月15日  | 1989年6月4日   | 中华人民共和国                   | 东亚          |
| 天鵝絨革命                        | 1989年11月17日 | 1989年12月29日 | 捷克斯洛伐克                     | 中欧          |
| 1990年蒙古民主革命                | 1989年12月10日 | 1990年3月9日   | 蒙古国                           | 中亚          |
| 1989年羅馬尼亞革命                | 1989年12月16日 | 1989年12月25日 | 罗马尼亚社会主义共和国           | 中欧          |
| 海湾战争                          | 1990年8月2日   | 1991年2月28日  | 伊拉克复兴党政权                 | 西亚          |
| 南斯拉夫內戰                      | 1991年3月1日   | 2001年11月12日 | 南斯拉夫                         | 东欧          |
| 八一九事件                        | 1991年8月19日  | 1991年8月21日  | 苏联                             | 东欧          |
| 南斯拉夫解體                      | 1991年6月25日  | 1992年4月28日  | 南斯拉夫                         | 东欧          |
| 蘇聯解體                          | 1988年11月16日 | 1991年12月26日 | 苏联                             | 东欧          |